# 藤原秀安
藤原 秀安（ふじわら の ひでやす）は、平安時代末期から鎌倉時代初期の人物。奥州藤原氏第4代（最後）の当主・藤原泰衡の子とされるが、同時代史料や『吾妻鏡』など後世の編纂史料には見えず、実在には疑問がある。

## 概略
『岩手県史』第一巻には、「泰衡の子供については、胆沢郡小山村名号堂（今明後堂沢と云う）西風屋敷阿部家所蔵系譜によると、泰衡に男子二人があり兄時衡は討死、弟秀安は、樋爪俊衡入道に扶育されて成長し、子孫阿部氏（中頃安倍氏を称す）を称した」とある。この系譜の泰衡のところには「二子ヲ俊衡ニ委（ゆだね）テ、泉城ニ火ヲ放チ、臣河田次郎ヲ従ヒ、佐比内ニ逃遁ノ途、次郎返心シテ不意二討テ首ヲ頼朝ニ上ル。頼朝、次郎主ヲ討スル罪ヲ問ヒ、斬罪二処ス」とあるという。
『岩手県史』にはその系図も掲載されているが、それには時衡について「文治五・九・三 討死 二〇」と記載されている。文治5年（1189年）9月3日は泰衡が河田次郎の裏切りに遭い殺された日である。源頼朝の軍はこれより先、8月22日に平泉に進駐しており、以降合戦があったとは『吾妻鏡』にも記されていない。従って、この記述を信じるとすると、時衡も泰衡が河田次郎に襲われたこの時に一緒に討たれてしまったと考えられる。
つまり泰衡には時衡という長子がいたが、比内（系譜には「佐比内」とあるがこれは紫波町内にある地名であり、吾妻鏡の記載にある秋田県の「比内」の誤りではないだろうか）で父泰衡と共に河田次郎の軍勢と戦って討死し、弟の秀安が樋爪俊衡に匿われて無事成長したということである。『岩手県史』の系図にはこの秀安について「安元二生」（安元2年（1176年）生まれ）と書いており、父泰衡と兄時衡が死んだ時、秀安は14歳だったことになる。
樋爪俊衡は文治5年（1189年）に勃発した奥州合戦の頃には出家して蓮阿と名乗っていたが、合戦後頼朝の陣に投降、この地を安堵された。その後俊衡は領内の大荘厳寺に居住したというが、そこで泰衡の子である秀安を育て、自分の娘の璋子を妻にさせたと伝えられており、秀安と璋子の間には二児（秀宗、良衡）が生まれたという。

## 子・子孫
『岩手県史』に載せられている「阿部藤原氏系譜」によれば、長男・秀宗は承久3年（1221年）に子が無く没した（享年22）。次男・良衡（1204年 - ?）は安倍頼久の娘・佐和子を正室とし、信衡（1240年 - ?、通称・藤原左司馬）を儲けた。信衡は安倍安助の娘を娶り、頼衡（1278年 - ?、通称・藤原久馬）が生まれた。頼衡は安倍安兵衛の娘・市子を正室とし、孝衡（生没年不詳）を儲けた。この孝衡の代から安倍氏（阿部氏）を称するようになったという。孝衡の子には朝衡（1335年 - ?、通称・安倍五郎）があり、その子で孝衡の孫に秀政（1358年 - ?、通称・安倍権六郎）がいたという。以下、孝晴、孝明と子孫は近世に続いたという。
つまり、「阿部藤原氏」の系譜は以下のようになる。
泰衡-秀安-良衡-信衡-頼衡-孝衡-朝衡-秀政（延文年間）-孝晴-孝明
但し、『岩手県史』以外にこの系譜に関する記録物は発見されていない。